# Església de l'Assumpció de la Mare de Déu de Carlet
L'Església de l'Assumpció de la Mare de Déu és un temple catòlic situat a la plaça del Convent del municipi de Carlet. És un Bé immoble de rellevància local amb l'identificador 46.20.085-001.

## Història
L'edifici pertanyia originalment a un convent de dominics. Es va edificar al Segle XVIII. El terratrèmol del 2 d'octubre de 1870 va enfonsar les seves voltes. L'església parroquial original va ser destruïda en la Guerra Civil espanyola i en reiniciar-se l'activitat de la parròquia ho va fer a l'església actual. La façana va ser restaurada el 2002.

## Descripció
És un vast edifici de planta basilical de tres naus paral·leles, una de central més ampla que porta fins a una capçalera basilical i dues laterals més estretes amb diverses capelles. El presbiteri és de marbre negre i està situat sobre tres graons. L'altar guarda un triple reliquiari amb relíquies dels sants Bernat, Maria i Gràcia. A l'exterior presenta una façana de proporcions rectangulars que ocupen tot el front. Està dividida en dues altures. La part inferior és del segle xviii, de l'època del convent dominicà, però ha estat reconstruïda. Està partida en tres obertures emmarcades per sis pilastres jòniques, la central està reforçada per dos semipilastres més i s'hi obre la porta principal, amb llinda i frontó escarser. L'entaulament s'interromp per deixar un buit oval, que va ser tapiat posteriorment. Les dues obertures laterals tenen portes més petites i a sobre tenen fornícules rococó. El segon cos és modern, i no té una correcta correlació amb l'inferior. El frontó corb que el remata es troba fora de composició. La torre nova no respon a la imatge del conjunt. S'hi troben les campanes i el rellotge.

## Iconografia
Presbiteri
En el presbiteri destaquen sobretot dues grans pintures, l'Anunciació i la Coronació, obra d'Enric Ginesta (1897-1978), fill predilecte de Carlet. Al costat d'aquestes n'hi ha unes altres de Joan Barés (1958-1996), pintor també carletí, l'activitat del qual restà totalment circumscrita a la seua localitat natal. Barés començà de formar-se als dotze anys sota el mestratge de Rafael Armengol, i posteriorment, després d’estudiar Magisteri, fou alumne de l'Escola d'Arts i Oficis de València en les especialitats de disseny industrial i talla de fusta. Es dedicà professionalment a la restauració de mobles i objectes antics, i el seu treball més notable en aquest camp fou la reparació de la talla i la pintura del Crist de l'ermita de Sant Bernat. La seua obra pictòrica, a part d'un cert nombre de retrats d'estil realista per encàrrec de diverses famílies carletines, comprén principalment escenes religioses per a les parròquies locals, com ara les tres que acompanyen les de Ginesta en el presbiteri d'aquest temple: una Santa Cena en el centre, davant l'altar major, i en els panys laterals un Isaïes (que simbòlicament assenyala l'Anunciació) i un Davallament de la Creu.
Capelles laterals
En les capelles laterals, algunes de les peces més notables són: la imatge venerada com santa Maria de Carlet, una talla romànica en fusta policromada de les darreries del segle xiii, probablement procedent de l'antiga església derruïda, però que romangué ignorada durant anys fins que va ser trobada casualment, el 1961, en la mateixa casa on s'havia ocultat el Sant Calze durant la Guerra Civil, i el pas processional del Davallament, consistent en un grup escultòric compost per vuit figures, tres de les quals resultaren destruïdes en els incendis que patí l'església durant la Guerra Civil i foren substituïdes per unes altres a mitjan segle xx. Les cinc restants del conjunt original tenen les característiques pròpies de l'estil academicista de la darreria del segle xviii o començament del XIX. D'autoria difícil de determinar, a causa de la singularitat del conjunt i la manca de documentació, les atribucions que s'han proposat (els Vergara, o Salzillo) són poc concloents.

## Imatges

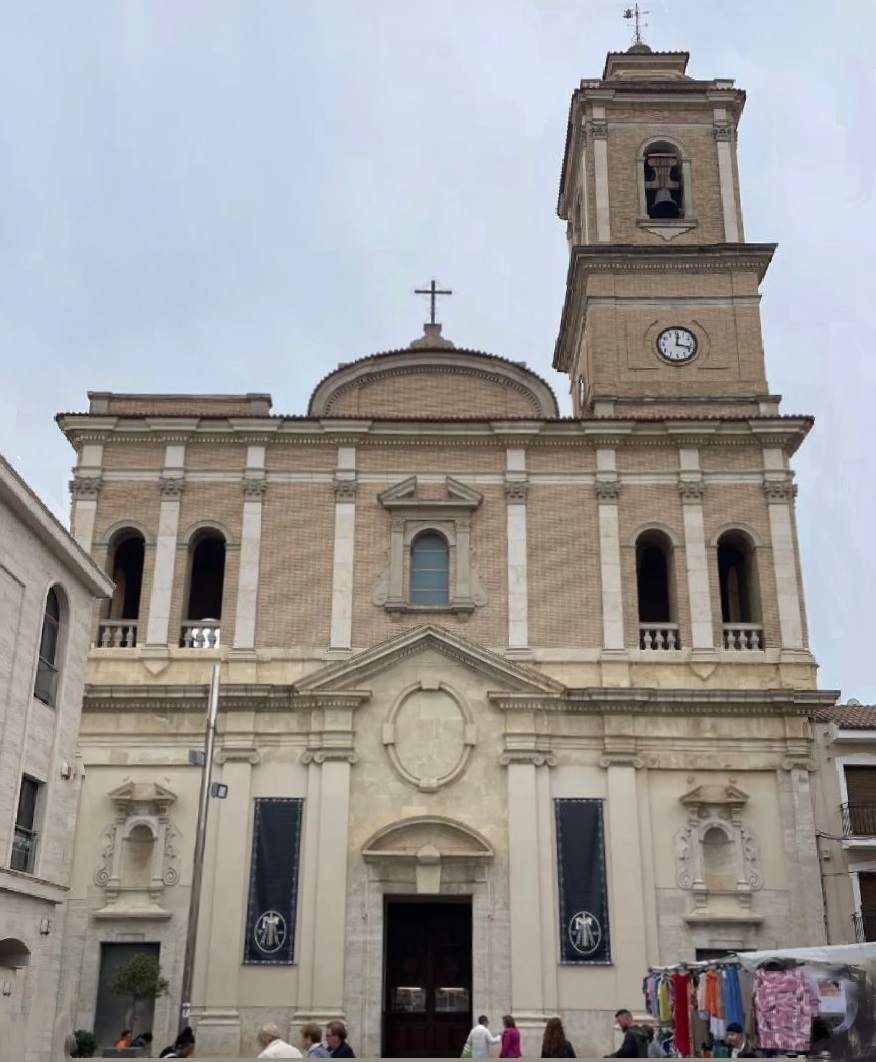
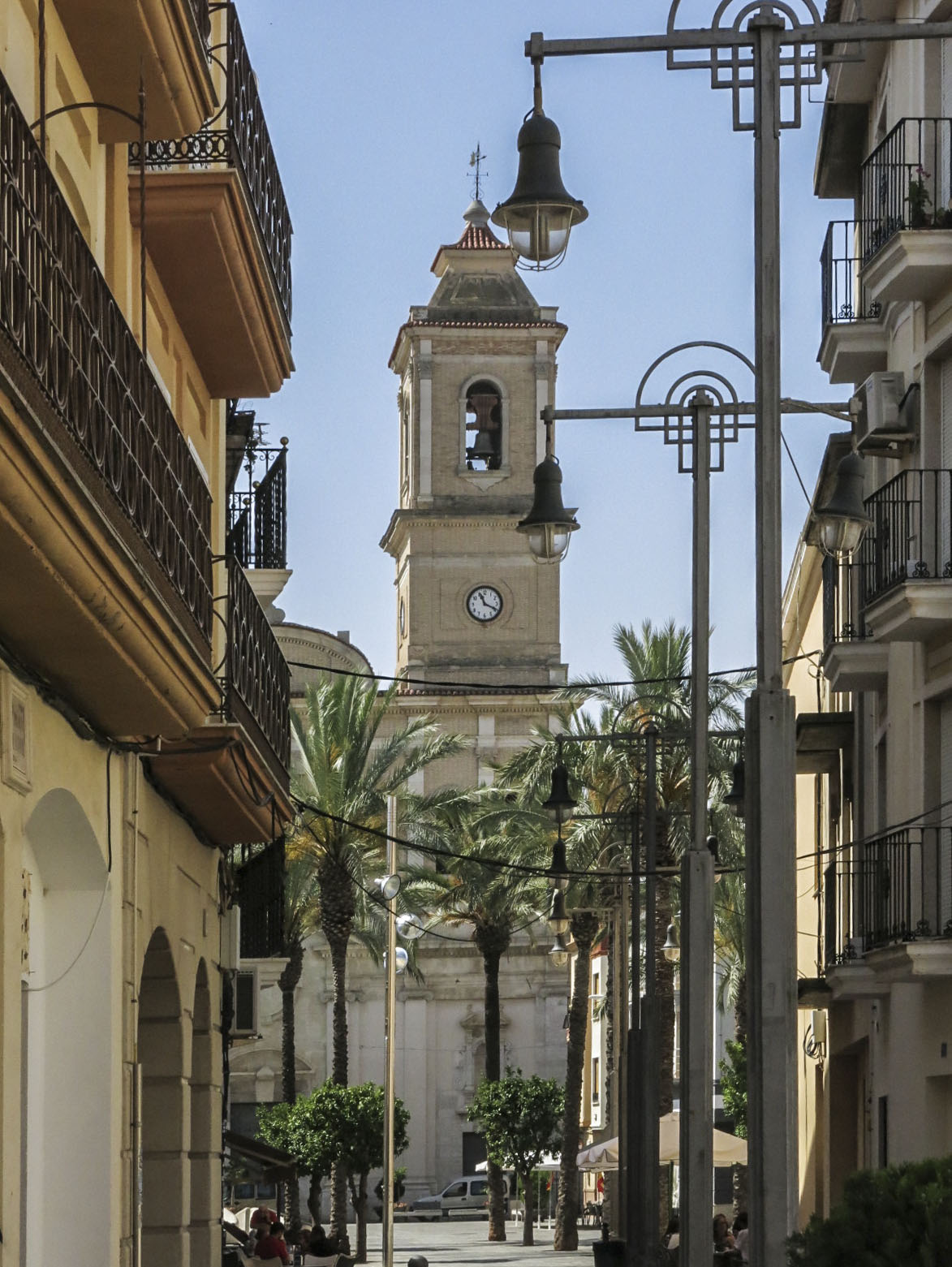
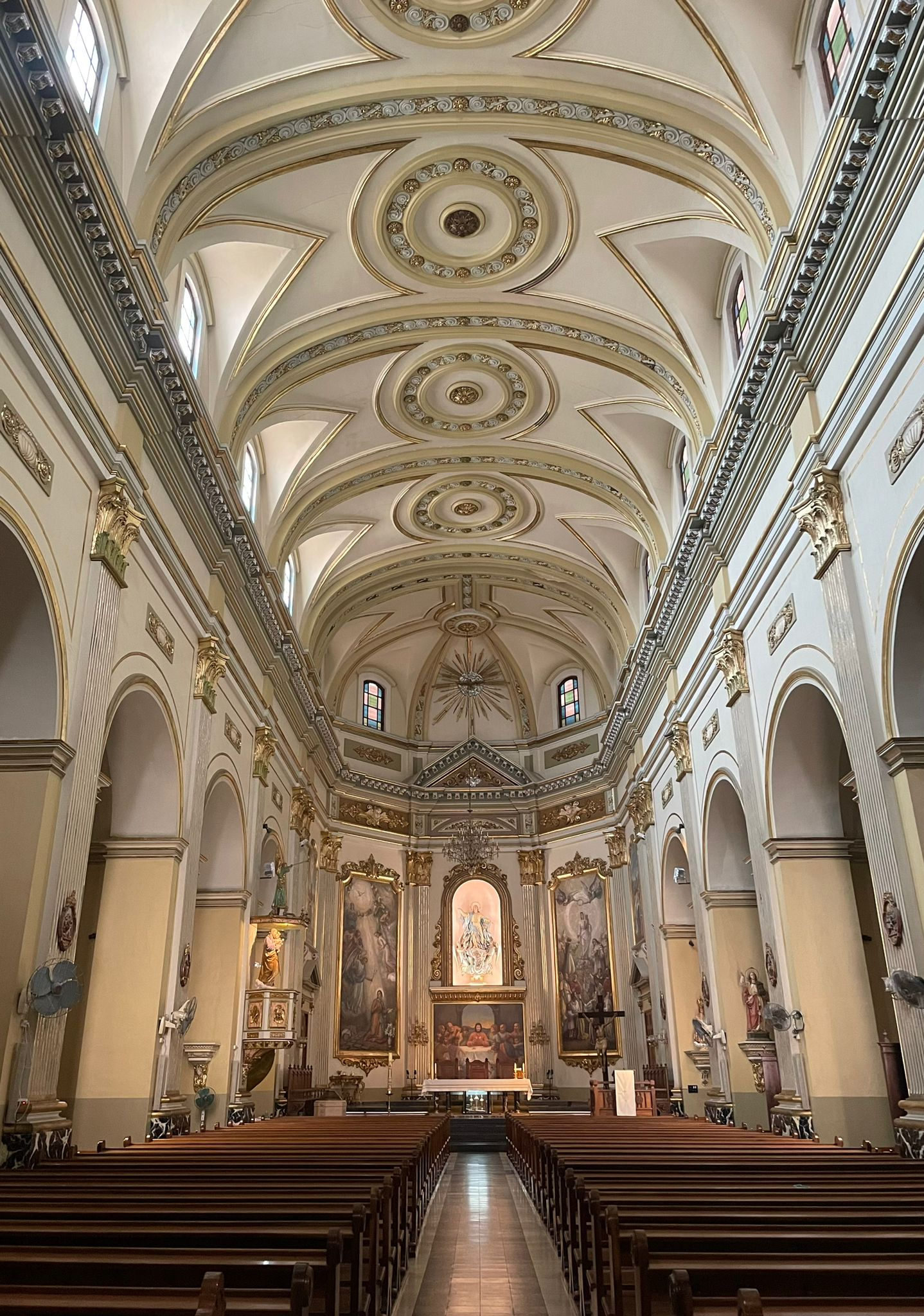
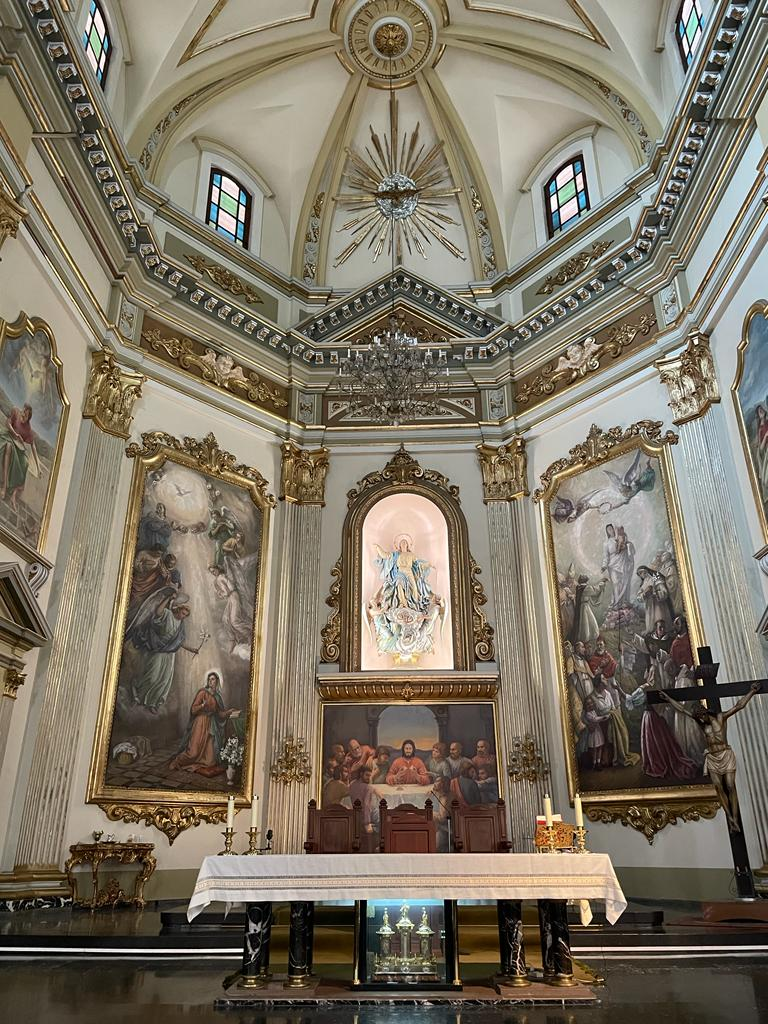
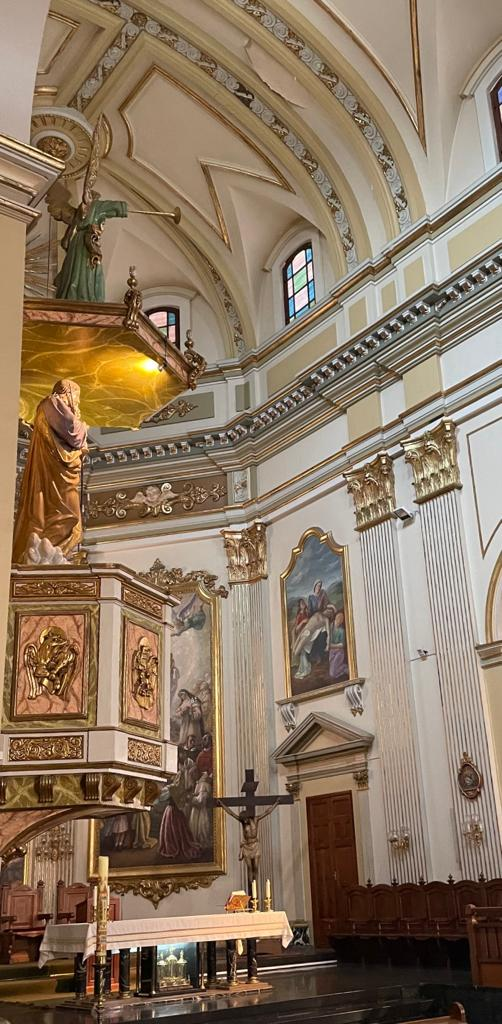